# Holden Special Vehicles GTS
Holden Special Vehicles GTS (сокр. HSV GTS) — полноразмерный автомобиль, выпускавшийся с 1992 по 2017 год австралийской компанией Holden.

## Описание
Впервые GTS был представлен в 1992 году. С 1994 по 1997 год GTS оснащался 5,7-литровым двигателем 5000i Holden V8, который позже был заменён двигателем Chevrolet Gen III V8 с малым блоком цилиндров. 
В 1996 году выпускались модели HSV GTSR. Автомобили были проданы по цене более 1000000 долларов.
В 2017 году было объявлено о выпуске 275 экземпляров HSV GTSR W1 (250 для Австралии, 25 для Новой Зеландии). W1 оснащался  6,2-литровым двигателем V8 c наддувом «LS9», который применялся в C6 Corvette ZR1. Также было выпущено 4 экземпляра HSV GTSR W1 Maloo.